# 山形屋商店
合資会社山形屋商店（やまがたやしょうてん）は、福島県相馬市にある醸造業者（醤油メーカー）。
別称「相馬ヤマブン山形屋」。創業150年の伝統を持つ醸造メーカーで、「本醸造特選醤油」や「極上相馬味噌」などを生産。全国醤油品評会において2013年・2014年の2年連続で「農林水産大臣賞」を受賞。